# US Boulogne
US Boulogne este un club de fotbal din Boulogne-sur-Mer, Franța care evoluează în Championnat National.

## Lotul sezonului 2009-2010
| Nr. |          | Poziție | Jucător                |
| --- | -------- | ------- | ---------------------- |
| 1   | Franța   | P       | Florian Bague          |
| 2   | Franța   | F       | Nicolas Rabuel         |
| 3   | Franța   | F       | Yohan Lachor           |
| 4   | Franța   | M       | Laurent Agouazi        |
| 5   | Franța   | F       | Damien Perrinelle      |
| 6   | Franța   | F       | Kévin das Neves        |
| 7   | Franța   | A       | Daniel Moreira         |
| 8   | Franța   | M       | Johann Ramaré          |
| 9   | Franța   | M       | Frédéric Da Rocha      |
| 10  | Franța   | A       | Grégory Thil (captain) |
| 11  | Franța   | M       | Guillaume Ducatel      |
| 12  | Franța   | F       | Guillaume Borne        |
| 13  | Nigeria  | F       | Olubayo Adefemi        |
| 14  | Franța   | A       | Jérémy Blayac          |
| 15  | Zimbabwe | M       | Ovidy Karuru           |

| Nr. |                 | Poziție | Jucător                              |
| --- | --------------- | ------- | ------------------------------------ |
| 17  | Franța          | A       | Fabien Robert (on loan from Lorient) |
| 18  | Mali            | F       | Bakary Soumare                       |
| 19  | Franța          | M       | Alexandre Cuvillier                  |
| 21  | Franța          | M       | Dorian Lévêque                       |
| 22  | Franța          | F       | Antony Lecointe                      |
| 23  | Franța          | F       | Bira Dembélé                         |
| 24  | Republica Congo | A       | Matt Moussilou                       |
| 25  | Franța          | F       | Damien Marcq (vice-captain)          |
| 27  | Franța          | A       | Lakdar Boussaha                      |
| 28  | Senegal         | M       | Mame N'Diaye                         |
| 29  | Senegal         | M       | Zargo Touré                          |
| 30  | Franța          | P       | Jean-François Bedenik                |